# Джонатан Дейвис
Вижте пояснителната страница за други личности с името Джонатан Дейвис.
Джонатан Хаусман Дейвис (на английски: Jonathan Houseman Davis) е американски музикант, вокалист на групата Корн.

## Биография
Той е роден на 18 януари 1971 година в Бейкърсфийлд, Калифорния, където израства с баща си и втората си майка. Освен вокалист на Корн, Джонатан Дейвис свири на барабани, гайда, пише песни за китара и други инструменти. Той е последният член, който се присъединява към Корн при създаването на групата. Има три деца и е женен за Девън Дейвис, с която са заедно от 1999 година.
Известният швейцарски художник Х. Р. Гигер създава за Джонатан Дейвис специална стойка за микрофон, която Дейвис използва почти винаги по време на концерти и снимки за клипове.